# 田辺通
田辺通（たなべとおり）は、愛知県名古屋市瑞穂区の地名。現行行政地名は田辺通1丁目から田辺通6丁目。住居表示未実施地域。

## 地理
名古屋市瑞穂区東部に位置する。東は陽明町・密柑山町・下山町・八勝通・日向町、西は初日町・師長町・山下通・市丘町、南は弥富通、北は檀渓通に接する。

## 歴史

### 町名の由来
弥富町の小字名「田辺」に由来する。「田辺」は古代農耕に携わった部民「田部」に由来するという。

### 沿革
- 1931年（昭和6年）1月1日 - 南区瑞穂町字大流および弥富町字向田・石川・大廻間・中奥・狐塚の各一部により、同区田辺通1〜5丁目として成立[1]。
- 1931年（昭和6年）10月1日 - 南区弥富町字田辺の一部が1丁目に編入される[1]。
- 1932年（昭和7年）8月1日 - 南区弥富町字密柑山・牛山の各一部が3〜5丁目に編入される[1]。
- 1933年（昭和8年）7月1日 - 南区弥富町字田辺の一部が1〜2丁目にそれぞれ編入される[1]。また、一部が初日町1〜2丁目に編入される[5]。
- 1937年（昭和12年）10月1日 - 行政区の変更に伴い、昭和区田辺通となる[6]。
- 1943年（昭和18年）8月16日 - 師長町・弥富町の各一部が編入される[6]。
- 1944年（昭和19年）2月11日 - 行政区の変更に伴い、瑞穂区田辺通となる[6]。
- 1947年（昭和22年）12月15日 - 大殿町4丁目・田辺通4丁目および弥富町字石川・狐塚の各一部が3〜4丁目にそれぞれ編入される[1]。
- 1952年（昭和27年）9月1日 - 弥富町字牛山・東市ノ正・丸根・廻間の各一部が6丁目に編入される[1]。

## 世帯数と人口
2019年（平成31年）3月1日現在の世帯数と人口は以下の通りである。
| 町丁   | 世帯数    | 人口    |
| ------ | --------- | ------- |
| 田辺通 | 1,260世帯 | 2,589人 |

### 人口の変遷
国勢調査による人口の推移
| 1950年（昭和25年） | 559人   | [ 7 ]     |  |
| 1955年（昭和30年） | 795人   | [ 7 ]     |  |
| 1960年（昭和35年） | 1,335人 | [ 8 ]     |  |
| 1965年（昭和40年） | 1,671人 | [ 8 ]     |  |
| 1970年（昭和45年） | 1,757人 | [ 9 ]     |  |
| 1975年（昭和50年） | 2,329人 | [ 9 ]     |  |
| 1980年（昭和55年） | 2,611人 | [ 10 ]    |  |
| 1985年（昭和60年） | 2,654人 | [ 10 ]    |  |
| 1990年（平成2年）  | 2,644人 | [ 11 ]    |  |
| 1995年（平成7年）  | 2,419人 | [ 12 ]    |  |
| 2000年（平成12年） | 2,570人 | [ WEB 6 ] |  |
| 2005年（平成17年） | 2,658人 | [ WEB 7 ] |  |
| 2010年（平成22年） | 2,591人 | [ WEB 8 ] |  |

## 学区
市立小・中学校に通う場合、学校等は以下の通りとなる。また、公立高等学校に通う場合の学区は以下の通りとなる。なお、小学校は学校選択制度を導入しておらず、番毎で各学校に指定されている。
| 丁目        | 小学校                                    | 中学校               | 高等学校 |
| ----------- | ----------------------------------------- | -------------------- | -------- |
| 田辺通1丁目 | 名古屋市立汐路小学校 名古屋市立陽明小学校 | 名古屋市立汐路中学校 | 尾張学区 |
| 田辺通2丁目 | 名古屋市立汐路小学校 名古屋市立陽明小学校 | 名古屋市立汐路中学校 | 尾張学区 |
| 田辺通3丁目 | 名古屋市立陽明小学校                      | 名古屋市立汐路中学校 | 尾張学区 |
| 田辺通4丁目 | 名古屋市立陽明小学校                      | 名古屋市立汐路中学校 | 尾張学区 |
| 田辺通5丁目 | 名古屋市立弥富小学校                      | 名古屋市立萩山中学校 | 尾張学区 |
| 田辺通6丁目 | 名古屋市立弥富小学校                      | 名古屋市立萩山中学校 | 尾張学区 |

## 交通
- 愛知県道30号関田名古屋線[2]

## 施設
- 正及神社[2]
- 名古屋市立大学薬学部・運動場[2]
- パロマ瑞穂田辺陸上競技場（瑞穂公園田辺陸上競技場[2]）
- パロマ瑞穂テニスコート（瑞穂公園庭球場[2]）
- 名古屋市瑞穂土木事務所[2]
- 下山公園[2]
- 田辺市営住宅[2]
- 名古屋市消防局特別消防隊第四方面隊[2]
- 道分地蔵

八事山興正寺への道標代わりとなっていたが、各地を転々とし、1978年（昭和53年）山下通交差点角に安置されることとなった。

## 史蹟
- 下山古墳[2]
- 琵琶ヶ峰古墳[2]

## その他

### 日本郵便
- 郵便番号 : 467-0027[WEB 3]（集配局：瑞穂郵便局[WEB 11]）。

### WEB
1. 1 2  “愛知県名古屋市瑞穂区の町丁・字一覧”.   人口統計ラボ. 2019年3月21日閲覧。
2. 1 2  “町・丁目(大字)別、年齢(10歳階級)別公簿人口(全市・区別)”.   名古屋市 (2019年3月20日). 2019年3月21日閲覧。
3. 1 2  “郵便番号”.  日本郵便. 2019年3月17日閲覧。
4. ↑  “市外局番の一覧”.   総務省. 2019年1月6日閲覧。
5. ↑  名古屋市役所市民経済局地域振興部住民課町名表示係 (2015年2月10日). “瑞穂区の町名一覧”.   名古屋市. 2015年10月8日閲覧。
6. ↑  名古屋市役所総務局企画部統計課統計係 (2005年7月1日). “（刊行物）名古屋の町(大字)・丁目別人口 (平成12年国勢調査) (8)瑞穂区(第1表から第3表)” (XLS). 2015年10月15日閲覧。
7. ↑  名古屋市役所総務局企画部統計課統計係 (2007年6月27日). “（刊行物）名古屋の町(大字)・丁目別人口 (平成17年国勢調査) (8)瑞穂区(第1表から第3表）” (XLS). 2015年10月15日閲覧。
8. ↑  名古屋市役所総務局企画部統計課統計係 (2012年4月22日). “（刊行物）名古屋の町(大字)・丁目別人口 (平成22年国勢調査) (8)瑞穂区(第1表から第3表）” (XLS). 2015年10月15日閲覧。
9. ↑  “市立小・中学校の通学区域一覧”.   名古屋市 (2018年11月10日). 2019年1月14日閲覧。
10. ↑  “平成29年度以降の愛知県公立高等学校（全日制課程）入学者選抜における通学区域並びに群及びグループ分け案について”.   愛知県教育委員会 (2015年2月16日). 2019年1月14日閲覧。
11. ↑  “郵便番号簿 平成29年度版” (PDF).   日本郵便. 2019年3月21日閲覧。

### 新聞
1. ↑  “交差点の無事故祈る 瑞穂 道分地蔵で地元住民ら” (日本語). 中日新聞朝刊市民版:  p. 14. (2018年5月21日)

### 文献
1. 1 2 3 4 5 6 7  瑞穂区制施行50周年記念事業実行委員会 1994, p. 610.
2. 1 2 3 4 5 6 7 8 9 10 11 12 13  「角川日本地名大辞典」編纂委員会 1989, p. 1520.
3. ↑  名古屋市計画局 1992, p. 392.
4. ↑  山田寂雀 1985, p. 236.
5. ↑  瑞穂区制施行50周年記念事業実行委員会 1994, p. 613.
6. 1 2 3  名古屋市計画局 1992, p. 803.
7. 1 2  名古屋市総務局企画室統計課 1957, p. 84・85.
8. 1 2  名古屋市総務局企画部統計課 1967, p. 78・79.
9. 1 2  名古屋市総務局統計課 1977, p. 53.
10. 1 2  名古屋市総務局統計課 1986, p. 75・76.
11. ↑  名古屋市総務局企画部統計課 1991, p. 44.
12. ↑  名古屋市総務局企画部統計課 1996, p. 113.

### 統計資料
- 名古屋市総務局企画室統計課 編『昭和31年版 名古屋市統計年鑑』名古屋市、1957年。
- 名古屋市総務局企画部統計課 編『昭和41年版 名古屋市統計年鑑』名古屋市、1967年。
- 名古屋市総務局統計課 編『昭和51年版 名古屋市統計年鑑』名古屋市、1977年。
- 名古屋市総務局統計課 編『昭和60年国勢調査 名古屋の町・丁目別人口（昭和60年10月1日現在）』名古屋市役所、1986年。
- 名古屋市総務局企画部統計課 編『平成2年国勢調査 名古屋の町（大字）別・年齢別人口（平成2年10月1日現在）』名古屋市役所、1994年。
- 名古屋市総務局企画部統計課 編『平成7年国勢調査 名古屋の町（大字）・丁目別人口（平成7年10月1日現在）』名古屋市役所、1996年。